# 义熙 (高昌)
义熙（510年—525年）是高昌的君主麴嘉的一個年號，共计16年。今吐魯番有出土古物文書，其文為「義熙元年（當作二年）辛卯」，「義熙五年甲午歲」。

## 大事记
- 義熙元年（510年）二月，高昌遣使向北魏朝獻。（《魏書》卷8、《冊府元龜》卷969）
- 義熙三年（512年）十月，高昌遣使向北魏朝獻。（《魏書》卷8、《冊府元龜》卷969）
- 義熙四年（513年）三月，高昌遣使向北魏朝獻。（《魏書》卷8、《冊府元龜》卷969）
- 義熙六年（515年）九月，高昌遣使向北魏朝獻。（《魏書》卷9、《冊府元龜》卷969）
- 義熙七年（516年）四月及七月，高昌遣使向北魏朝獻。（《魏書》卷9、《冊府元龜》卷969）
- 義熙九年（518年）四月，高昌遣使向北魏朝獻。（《魏書》卷9、《冊府元龜》卷969）
- 義熙十年（519年）六月及十一月，高昌遣使向北魏朝獻。（耳《魏書》卷9、《冊府元龜》卷969）

## 纪年
| 义熙 | 元年   | 二年   | 三年   | 四年   | 五年   | 六年   | 七年  | 八年  | 九年  | 十年  |
| ---- | ------ | ------ | ------ | ------ | ------ | ------ | ----- | ----- | ----- | ----- |
| 公元 | 510年  | 511年  | 512年  | 513年  | 514年  | 515年  | 516年 | 517年 | 518年 | 519年 |
| 干支 | 庚寅   | 辛卯   | 壬辰   | 癸巳   | 甲午   | 乙未   | 丙申  | 丁酉  | 戊戌  | 己亥  |
| 义熙 | 十一年 | 十二年 | 十三年 | 十四年 | 十五年 | 十六年 |       |       |       |       |
| 公元 | 520年  | 521年  | 522年  | 523年  | 524年  | 525年  |       |       |       |       |
| 干支 | 庚子   | 辛丑   | 壬寅   | 癸卯   | 甲辰   | 乙巳   |       |       |       |       |

## 同期存在的其他政权年号
- 中國
  - 天監（502年－519年）：南朝梁梁武帝萧衍的年号
  - 普通（520年－527年）：南朝梁梁武帝萧衍的年号
  - 永平（508年八月－512年四月）：北魏政权魏宣武帝元恪年号
  - 延昌（512年四月－515年十二月）：北魏政权魏宣武帝元恪年号
  - 熙平（516年－518年）：北魏政权魏孝明帝元詡年号
  - 神龜（518年－520年）：北魏政权魏孝明帝元詡年号
  - 正光（520年－525年）：北魏政权魏孝明帝元詡年号
  - 真王（524年－528年）：北魏時期六鎮領導破六韩拔陵、杜洛周年号
  - 建昌（508年－520年）：柔然政权豆罗伏跋豆伐可汗醜奴年号